# Miserden
Miserden é uma paróquia e aldeia de Stroud, no condado de Gloucestershire, na Inglaterra. De acordo com o Censo de 2011, tinha 449 habitantes. Tem uma área de 11,29 km².
Até à Idade Média, Miserden era conhecida como Greenhampstead, e era referida como tal no Domesday Book. A designação da vila vem de Musardera, "Musard's manor" - Musard era o nome da família proprietária da casa no tempo do Domesday Book.